# Dracaena americana
Dracaena americana là một loài thực vật có hoa trong họ Măng tây. Loài này được Donn.Sm. mô tả khoa học đầu tiên năm 1905.